# Súlutindar
Súlutindar är en bergstopp i republiken Island. Den ligger i regionen Suðurland, 220 km öster om huvudstaden Reykjavík. Toppen på Súlutindar är 474 meter över havet.
Trakten runt Súlutindar är nära nog obefolkad, med mindre än två invånare per kvadratkilometer. Det finns inga samhällen i närheten. Trakten runt Súlutindar består i huvudsak av gräsmarker.